# Dasyurus viverrinus
El quol oriental (Dasyurus viverrinus)  es una especie de marsupial dasiuromorfo de la familia Dasyuridae nativo de Australia y que ha desaparecido casi por completo del continente australiano y ha quedado relegado a Tasmania.

## Distribución y hábitat
Aunque hasta principios de la década de los 60 del siglo XX esta especie habitaba en la isla de Australia, hoy parece que ha desaparecido, si bien cabe la posibilidad, después de recientes avistamientos, de que aún sobrevivan algunos ejemplares en la región de Nueva Inglaterra, al norte de Nueva Gales del Sur.
No obstante, las poblaciones que pueblan la isla de Tasmania gozan de buen estado, están ampliamente distribuidas y llegan a ser comunes en algunas áreas. Son capaces de colonizar numerosos hábitat tales como junglas, bosques templados, altas cumbres o matorral.

## Faneróptica y anatomía
Pesa de 0,6 a 1,6 kg y mide de 35 a 45 cm de longitud más una cola de 21 a 30 cm. Sin alcanzar el tamaño del cuol de cola manchada (Dasyurus maculatus), es una de las especies mayores del género, pero puede diferenciarse de la anterior en que no tiene manchas en la cola.
Del cuol occidental (Dasyurus geoffroii), otra de las especies más grandes, puede diferenciarse en que éste tiene la cara más pálida que el resto del cuerpo, y las manchas le alcanzan la cabeza.
Pero la diferencia principal entre el cuol oriental y el resto de dasiuros está en que carece de primer dedo en las extremidades posteriores, siendo además la superficie plantar granulosa en lugar de estriada.

## Dieta
Es un extraordinario cazador capaz de apresar conejos y roedores, pero su dieta está basada principalmente en insectos. No obstante, como las especies del género, se trata de animales tremendamente oportunistas capaces de aprovechar otros muchos recursos alimenticios tanto de origen animal como vegetal, incluida la carroña.

## Biología de la reproducción
El periodo de celo es a principios de invierno (junio-julio). La gestación dura 21 días. Se produce un parto anual en el que pueden llegar a dar a luz más de 30 crías por parto, pero solo saldrán adelante las primeras que alcancen uno de los seis pezones de que dispone la madre.
La lactancia dura entre 18 y 20 semanas, pero las crías son depositadas en un nido cuando cumplen la décima. Entonces la madre sale a cazar y los deja en él para continuar amamantándolos. Cuando necesita cambiar de nido transporta a las crías aferradas a su dorso. La independencia se produce tras el destete y la madurez sexual aproximadamente con un año de vida, comenzando inmediatamente a reproducirse. En libertad viven 5 años, y en cautividad 6,8 años.

## Comportamiento
Animales solitarios y mayoritariamente nocturnos, si bien pueden ser evidenciados cazando o tomando el sol durante el día. Construye nidos entre las rocas, en galerías subterráneas o en troncos caídos.

## Estado de conservación
En Peligro (EN).
Desaparecido de la isla de Australia, esta especie está protegida por las leyes conservacionistas federales. No obstante las poblaciones son estables en la isla de Tasmania por lo que no existe normativa específica en este estado. No se haya incluida en los apéndices de las CITES.
Estos animales son presa de perros, pero además se ven presionados por la competencia que suponen los gatos salvajes. El atropellamiento y las trampas que ponen los avicultores por el daño que representan en las explotaciones avícolas son otras de las principales causas de muerte.
En 2015, una pequeña población se introdujo de nuevo al continente en una reserva natural en Canberra.